# 1333 Севенола
1333 Севенола (1333 Cevenola) — астероїд головного поясу, відкритий 20 лютого 1934 року.
Тіссеранів параметр щодо Юпітера — 3,340.